# Неарктика

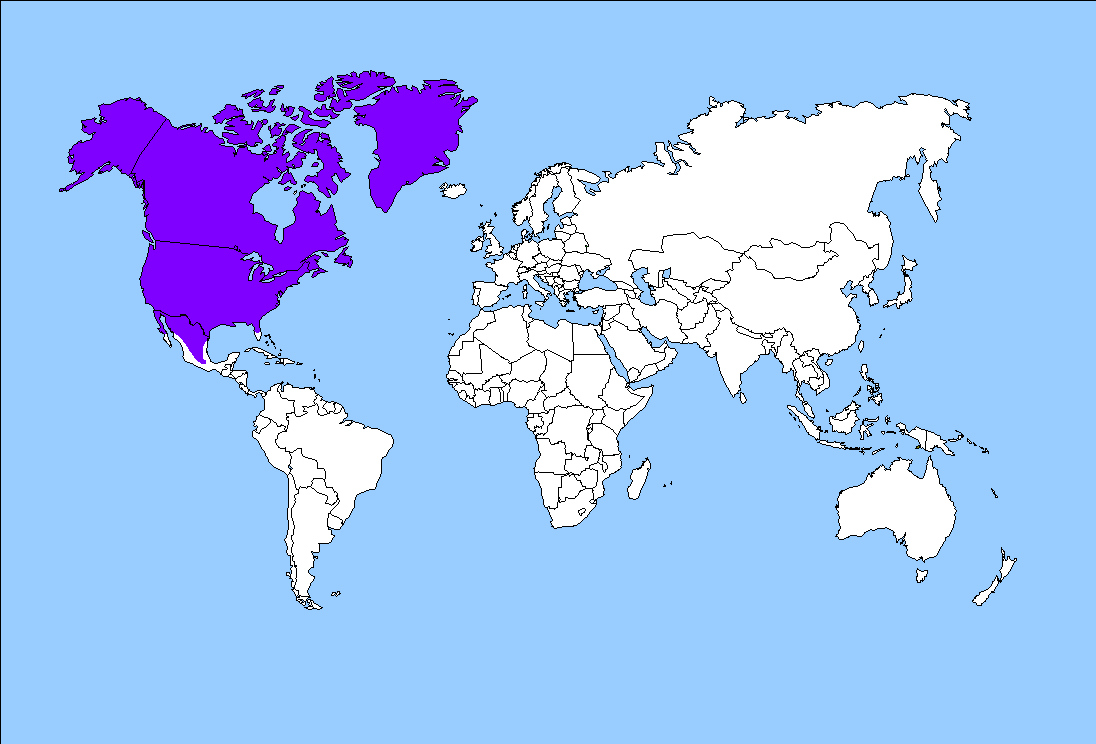
Неарктика на мапі світу

Неарктика — один з восьми великих біогеографічних регіонів Землі. Охоплює майже всю Північну Америку, Гренландію, а також Мексиканські високогір'я. Частини обох американських континентів, які не входять до неї, належать до Неотропіки.
Північна і Південна Америка, з'єднані в наш час Панамським перешийком, 180 млн років тому були відокремлені одна від одної. На них розвивалися зовсім різні види рослин і тварин. У той час, як Північна Америка була частиною північного суперконтиненту Лавразія, Південна Америка належала до південного суперконтиненту Гондвана. Після утворення Атлантичного океану Північна Америка відкололася від майбутньої Євразії, однак згодом знову з'єдналася з нею через природний міст на місці нинішньої Берингової протоки. Це дало змогу обом континентам у черговий раз «зрівняти» багато видів флори і фауни. Отож у Неарктики і Палеарктики нині є багато спільних біологічних видів, і їх нерідко об'єднують у загальну екологічну зону Голарктика.
Все ж багато великих тварин, як-от кінь, верблюд, мамут, мастодонт, шаблезубий тигр, короткомордий ведмідь, вимерли в Неарктиці в епоху останньої льодовикової ери. Одночасно почалося її заселення людьми. Вивільнені екологічні ніші змогли зайняти види на кшталт бізонів, грізлі, вапіті.
Родини, що вийшли з Неарктики:
- Псові (собаки, вовки, лисиці, койоти);
- Верблюдові (верблюди, лами);
- Коневі (коні, віслюки);
- Вилорогові (вилоріг).

Гепард також спершу з'явився в Північній Америці, згодом поширився до Азії та Європи, однак сьогодні трапляється майже винятково в Африці.
Короткоморді ведмеді траплялися лише в Північній Америці. Їхнім єдиним близьким родичем, що вижив і сьогодні живе у Південній Америці, є очковий ведмідь.
| Екологія | Це незавершена стаття з екології. Ви можете допомогти проєкту, виправивши або дописавши її. |